# Аделаида де Вермандуа
Аделаида (фр. Adélaïde de Vermandois; ок. 1065—1120/1124) — графиня Вермандуа, Валуа, Крепи и Амьена.
Дочь Герберта IV де Вермандуа и Аделаиды де Валуа. Её брат Эд был отстранён от наследования, как душевнобольной, и после смерти отца Аделаида стала графиней Вермандуа, Валуа и Крепи (1080). Её соправителями были сначала муж, а потом старший сын Рауль.
В 1117 году король Франции Людовик VI Толстый конфисковал у Томаса Марльского графство Амьен и передал его Аделаиде. Та, в свою очередь, через два года отдала Амьен в приданое дочери Маргарите, вышедшей замуж за графа Фландрии Карла I.

## Семья
Первый муж — Гуго I Великий (1057—1102), сын короля Генриха. От него дети:
- Маго (Матильда), с 1090 жена Рауля I де Божанси
- Беатриса, жена Гуго III де Гурнэ
- Рауль I (1094—1152), граф Вермандуа
- Изабелла (Елизавета), жена Роберта де Бомона, графа де Мёлан, затем — Гильома II де Варенна, графа Суррей.
- Констанция, жена Годфруа де Ферте-Гоше
- Агнесса, жена Бонифация Савонского
- Генрих (убит в 1130), сеньор де Клермон-ан-Вексен
- Симон (ум. 10.02.1148), епископ Нуайона
- Гильом, умер в молодом возрасте.

Второй муж (1103) — Рено, граф Клермона. От него дочь:
- Маргарита (1104/1105 — после 1145), с 1119 жена Карла I, графа Фландрии.